# 4180 Анаксагор
4180 Анаксагор (6092 P-L, 1980 GH1, 1985 QJ2, 1985 QX3, 4180 Anaxagoras) — астероїд головного поясу, відкритий 24 вересня 1960 року.
Тіссеранів параметр щодо Юпітера — 3,357.